# Поясохвосты
Поясохво́сты (лат. Cordylidae) — семейство чешуйчатых пресмыкающихся в составе надсемейства Cordyloidea инфраотряда Cordylomorpha подотряда Scinciformata. Включает около 70 видов.

## Описание

### Характерные особенности
Поясохвосты отличаются крупной чешуей, под которой располагаются костные пластинки — остеодермы. Остеодермы сильно развиты на спинной стороне, на брюхе они развиты слабее. Чешуя спинной стороны тела, как правило, ребристая, иногда снабжена шипами и расположена поперечными рядами. Брюхо покрыто гладкими щитками. На хвосте чешуя образует широкие кольца (пояски), что и дало название семейству. Чешуи хвоста у некоторых видов несут направленные назад длинные шипы. Голова покрыта симметрично расположенными крупными щитками, под которыми также располагаются остеодермы. Остеодермы головы срастаются с костями черепа и образуют крышу для верхнего височного отверстия. По обеим сторонам тела расположена выстланная мелкой чешуей складка, облегчающая, как и у веретеницевых, дыхание, принятие пищи и откладывание яиц. Череп этих ящериц характеризуется сильно развитыми височными дугами и хорошо выраженным теменным отверстием. Зубы плевродонтные, однородные. Глаза хорошо развиты, с круглым зрачком, снабжены раздельными подвижными веками. Некоторые виды обладают хорошо развитыми пятипалыми конечностями, у других, например у хамезаур (Chamaesaura), они отсутствуют полностью либо сильно редуцированы.
Размер различных представителей семейства колеблется от 12 до 40 см.

### Распространение
Представители семейства широко распространены преимущественно в каменистых и засушливых регионах Африки к югу от Сахары, в том числе на Мадагаскаре.

### Образ жизни
Поясохвосты активны в дневное время и обитают главным образом на земле. Они встречаются в каменистых пустынях и полупустынях, саваннах, зарослях кустарников, некоторые виды поднимаются довольно высоко в горы. Часто ящерицы обитают среди россыпей валунов, на скальных выходах.
В качестве убежищ поясохвосты используют щели между камнями, трещины в скалах, норы.
Питаются насекомыми и другими беспозвоночными; некоторые всеядны и могут питаться растительной пищей. Крупные виды охотятся на других ящериц, а также на небольших млекопитающих.
Большинство этих ящериц яйцеживородящие, но существуют и яйцекладущие виды.
Для обороны у поясохвостов существуют различные стратегии. Некоторые поясохвосты, скрывшись в щели между камнями, цепляются когтями и раздуваются, упираясь в стенки убежища, чтобы нападающий не мог вытащить их оттуда. Малый поясохвост при опасности сворачивается в кольцо и кусает себя за хвост, чтобы его нельзя было развернуть.
В южной части ареала поясохвосты могут впадать в зимнюю спячку.

## Классификация
К семейству относят 10 родов с 69 видами:
- Chamaesaura — хамезауры, 5 видов
- Cordylus — настоящие поясохвосты, 22 вида
- Hemicordylus, 2 вида
- Karusasaurus, 2 вида
- Namazonurus, 5 видов
- Ninurta, 1 вид
- Ouroborus, 1 вид
- Platysaurus — платизавры, 16 видов
- Pseudocordylus — псевдокордилюсы, 6 видов
- Smaug, 9 видов

## В культуре
- Поясохвост Трип из игры Sonic Superstars.